# Melora Walters
Melora Walters (Dhahran, 21 ottobre 1960) è un'attrice, regista e scrittrice statunitense.

## Biografia
Nata in Arabia Saudita da genitori statunitensi, ha iniziato la sua carriera nel 1989 interpretando Gloria nel film L'attimo fuggente.

## Vita privata
Si è sposata tre volte: prima con l'attore Christopher Scotellaro dal 1990 al 1994; poi dal 1996 al 2003 con l'attore Dylan Walsh con cui ha avuto due figli: Thomas Charles (1996) e Joanna Marie (1997); poi nel 2008 con il fotografo Alex Vendler e nel settembre 2010 ha presentato istanza di divorzio.

## Filmografia

### Cinema
- L'attimo fuggente (Dead Poets Society), regia di Peter Weir (1989)
- Brusco risveglio (Rude Awakening), regia di David Greenwalt (1989)
- Beethoven, regia di Brian Levant (1992)
- Crociera fuori programma (Cabin Boy), regia di Adam Resnick (1994)
- Ed Wood, regia di Tim Burton (1994)
- L'eliminatore - Eraser (Eraser), regia di Chuck Russell (1996)
- Sydney (Hard Eight), regìa di Paul Thomas Anderson (1996)
- Boogie Nights - L'altra Hollywood (Boogie Nights), regia di Paul Thomas Anderson (1997)
- Magnolia, regia di Paul Thomas Anderson (1999)
- Speaking of Sex, regia di John McNaughton (2001)
- Scelte d'onore (WiseGirls), regia di David Anspaugh (2002)
- Big Empty - Tradimento fatale (The Big Empty), regia di Steve Anderson (2003)
- Il genio della truffa (Matchstick Men), regia di Ridley Scott (2003)
- Ritorno a Cold Mountain (Cold Mountain), regia di Anthony Minghella (2003)
- The Butterfly Effect, regia di Eric Bress (2004)
- The Master, regia di Paul Thomas Anderson (2012) - voce
- Short Term 12, regia di Destin Cretton (2013)
- Venom, regia di Ruben Fleischer (2018)
- In a Relationship - Amori a lungo termine (In a Relationship), regia di Sam Boyd (2018)
- Robert the Bruce - Guerriero e re (Robert the Bruce), regia di Richard Gray (2019)

### Televisione
- Desperate Housewives – serie TV, 2 episodi (2007)
- The Mentalist - serie TV, 1 episodio (2015)
- Law & Order - Unità vittime speciali (Law & Order: Special Victims Unit) – serie TV, episodio 19x07 (2017)

## Riconoscimenti
- Screen Actors Guild Award per il miglior cast cinematografico, candidatura al film Boogie Nights - L'altra Hollywood (1997)

## Doppiatrici italiane
Nelle versioni in italiano delle opere in cui ha recitato, Melora Walters è stata doppiata da:
- Tiziana Avarista in Boogie Nights - L’altra Hollywood , American Gigolo
- Roberta Greganti in Scelte d’onore - Wise Girls, Criminal Minds
- Tatiana Dessi in Desperate Housewives - I segreti di Wisteria Lane, The Mentalist
- Silvia Tognoloni in Magnolia
- Elisabetta Spinelli in Big Empty - Tradimento fatale
- Pinella Dragani in The Butterfly Effect
- Monica Ward in CSI - Scena del crimine
- Michela Alborghetti in Cam